# Mastropiero que nunca (1979)
Mastropiero que nunca es la grabación realizada de un espectáculo homónimo del grupo Les Luthiers el día domingo 20 de mayo de 1979 en el Teatro Coliseo de Buenos Aires, Argentina.
Fue lanzado originariamente en video y desde junio de 2005 también puede encontrarse en DVD.

## Contenido
- Jingle bass pipe
- La bella y graciosa moza marchose a lavar la ropa
- El asesino misterioso
- Visita a la Universidad de Wildstone
- Kathy, la reina del saloon
- El beso de Ariadna
- Lazy Daisy
- Sonatas para latín y piano
- Payada de la vaca
- Cantata del adelantado Don Rodrigo Díaz de Carreras, de sus hazañas en tierras de Indias, de los singulares acontecimientos en que se vio envuelto y de cómo se desenvolvió.
- El explicado